# Kopalnia Węgla Kamiennego Wałbrzych

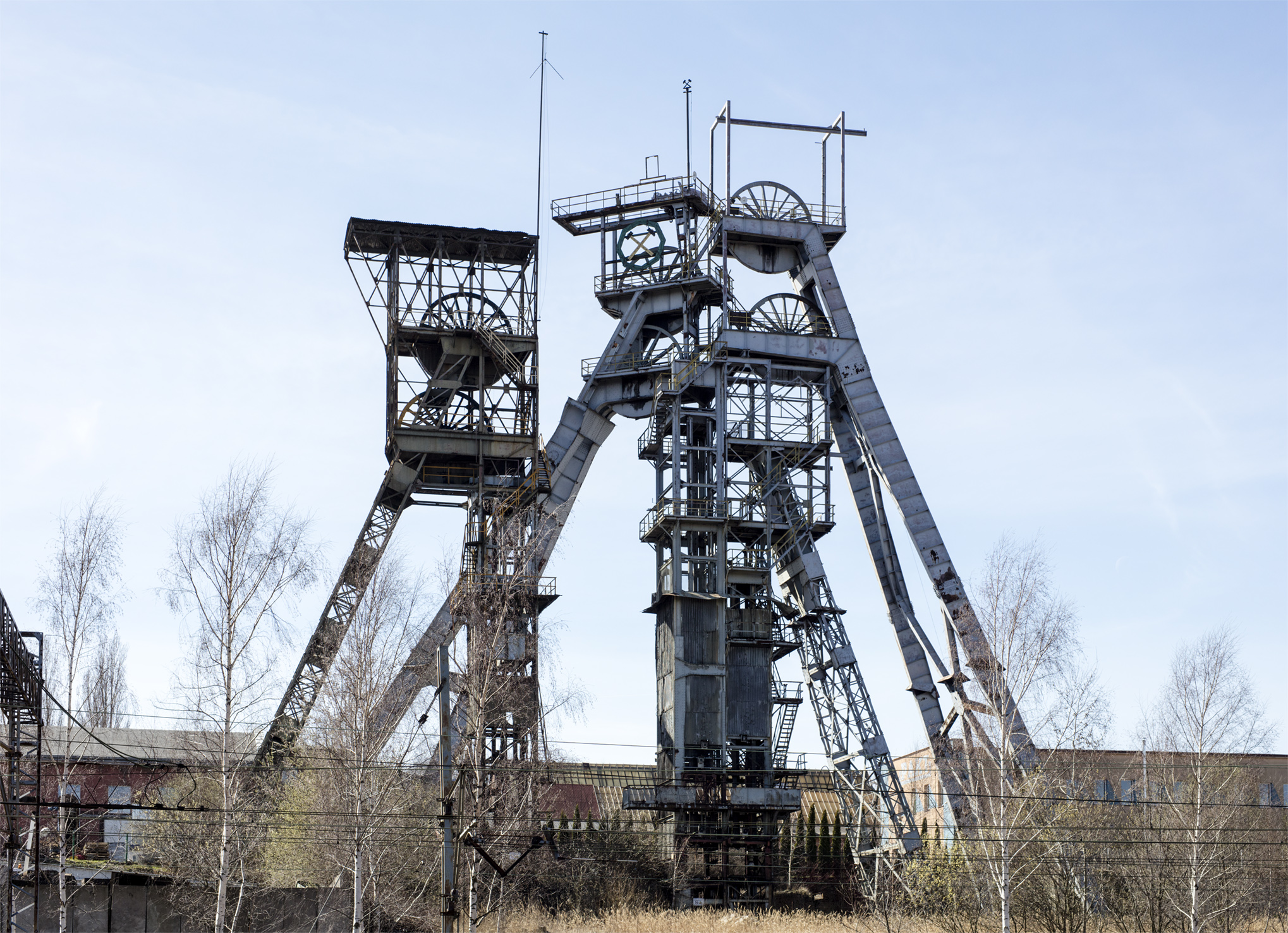
Schächte Bolesław Chrobry Ost und West

Das Steinkohlenbergwerk Wałbrzych (poln. Kopalnia Węgla Kamiennego Wałbrzych) ist ein stillgelegtes Steinkohlenbergwerk in Wałbrzych (dt.: Waldenburg), Polen.

## Geschichte
Das Bergwerk hat zwei Wurzeln, die sich über lange Zeit eigenständig entwickelt haben und erst 1964 zu dem Bergwerk Wałbrzych zusammengefügt worden sind. Es sind dies die Fürstensteiner Gruben und das von Kulmizsche Bergwerk Melchior.

### Consol. Fürstensteiner Gruben/Bolesław Chrobry
Die konsolidierten Fürstensteiner Gruben sind am 20. Juli 1876 aus zwölf Steinkohlenbergwerken entstanden, von denen das älteste, Graf Hochberg (Lage), bereits 100 Jahre zuvor in Betrieb gegangen war. Sie waren Eigentum der Fürsten von Pleß, denen auch Schloss Fürstenstein (poln. Zamek Książ) gehörte, verfügten insgesamt über eine Berechtsame von 5,47 km² und wurde 1912 durch drei Anlagen erschlossen:
1. Die Hans-Heinrich-Schachtanlage (in manchen Quellen Fürstensteiner Tiefbau oder Schachtanlage "Marie" genannt) (Lage) verfügte von Anbeginn an (1864) über einen Bahnanschluss nach Nordosten zur Breslau-Schweidnitz-Freiburger Eisenbahn. Sie baute 6 Flöze mit einer Gesamtmächtigkeit von 14 m ab und war 1912 durch vier Sohlen aufgeschlossen, von denen sich die II. in 261 m und die III. Sohle in 429 m Tiefe befand. Der "Hans-Heinrich-Schacht" (431 m Teufe) förderte von der II. Sohle, diente der Wasserhaltung und war ausziehender Wetterschacht. Schacht "Marie" (319 m) förderte von der II. und der Mittelsohle und war einziehender Wetterschacht. Daneben existierte noch der Schacht "Schweinitz" als ausziehender Wetterschacht. Die Anlage verfügte neben Separation und Wäsche auch über eine Brikettfabrik. Da dieser Teil des Fürstensteiner Bergwerksbesitzes unter der Stadt Waldenburg/Wałbrzych lag und der Abbau zu erheblichen Bergschäden führte, verzichtete man seit den 1930er-Jahren auf die Steinkohlengewinnung unter dem Stadtgebiet. Vielmehr nutzte man die Grube zur Wasserlösung für die südlich gelegene "Bahnschachtanlage".[1][2] 1951 wurde die Förderung auf dieser Anlage des Bergwerks eingestellt. Man riss die Gebäude übertage ab und übergab das Gelände an die Stadt.
2. Bahnschachtanlage: Die 1882 errichtete Anlage (Lage) mit zwei Förderschächten ("Bahnschächte I und II") und dem ausziehenden Wetter- und Materialschacht "Mathilde" (benannt nach Mathilde Ursula von Dohna-Schlobitten) baute 1912 sechs Flöze mit einer Mächtigkeit von 14 m ab. Das Feld war durch die Mittelsohle (235 m), die II. Sohle (299 m), die +100-m-Sohle (365 m) und die +30-m-Sohle (435 m) erschlossen. Das Bergwerk verfügte auch über eine Kokerei, die 1912 über 90 Hoffmann- und 70 Coppersöfen verfügte und als Nebenprodukte zunächst Teer, Ammoniaksalz und Leichtöl gewann.[3] Später wurde die Palette der weißen Seite um die Produkte Stickstoff, Schwefel- und Salpetersäure sowie Benzol erweitert.
3. Schachtanlage Ida und Hermann: Obwohl "Ida" (Lage) und "Hermann" (Lage) getrennt arbeitende Förderschächte im Osten des Stadtgebietes von Waldenburg waren, wurden sie 1912 als Organisationseinheit geführt.[3] Durch Förderschacht "Hermann" mit 162 m Teufe wurden 8 Flöze mit einer Mächtigkeit von 11 m abgebaut. Schwierig gestaltete von dort aus der Abtransport der Kohlen, weil der Schacht über keinen Bahnanschluss verfügte. Er wies die Besonderheit auf, schon 1794 über eine maschinelle Hebeeinrichtung zu verfügen, die die Kohle mit Hanfseilen zur Oberfläche transportierte. Vermutlich ist die Schachtanlage in den 1930er Jahren stillgelegt worden. Teile sollen während des Zweiten Weltkriegs als Luftschutzbunker genutzt worden sein.[4] Auf "Ida I/II" wurde das Problem des fehlenden Eisenbahnanschlusses dadurch gelöst, dass diese Doppelschachtanlage (Ida I 312 m im Jahr 1912) mit "Marie" auf der II. Sohle durchschlägig war und die Kohle zur Aufbereitung untertägig dorthin transportiert wurde. "Marie" führte diesem Grubenfeld auch Frischwetter zu. Nach dem Ende des Kriegs erhielten die Schächte "Ida I/II" die Namen "Zofia I/II" und 1945 war "Zofia I" der tiefste Schacht in Niederschlesien. Die Anlage wurde in den 60er Jahren abgerissen.[5]

Nach dem Zweiten Weltkrieg erhielten die Fürstensteiner Gruben den Namen Bolesław Chrobry. Da jedoch spätestens ab 1960 mit Ausnahme der "Bahnschächte" alle anderen Anlagen stillgelegt und teilweise auch abgerissen worden waren, existierte dieser Name nur noch für die "Bahnschachtanlage", deren Schächte jetzt "Bolesław Chrobry I und II" hießen. Hier sind nach Kriegsende zahlreiche Sachwerte als Reparationsleistungen in die Sowjetunion abtransportiert worden.

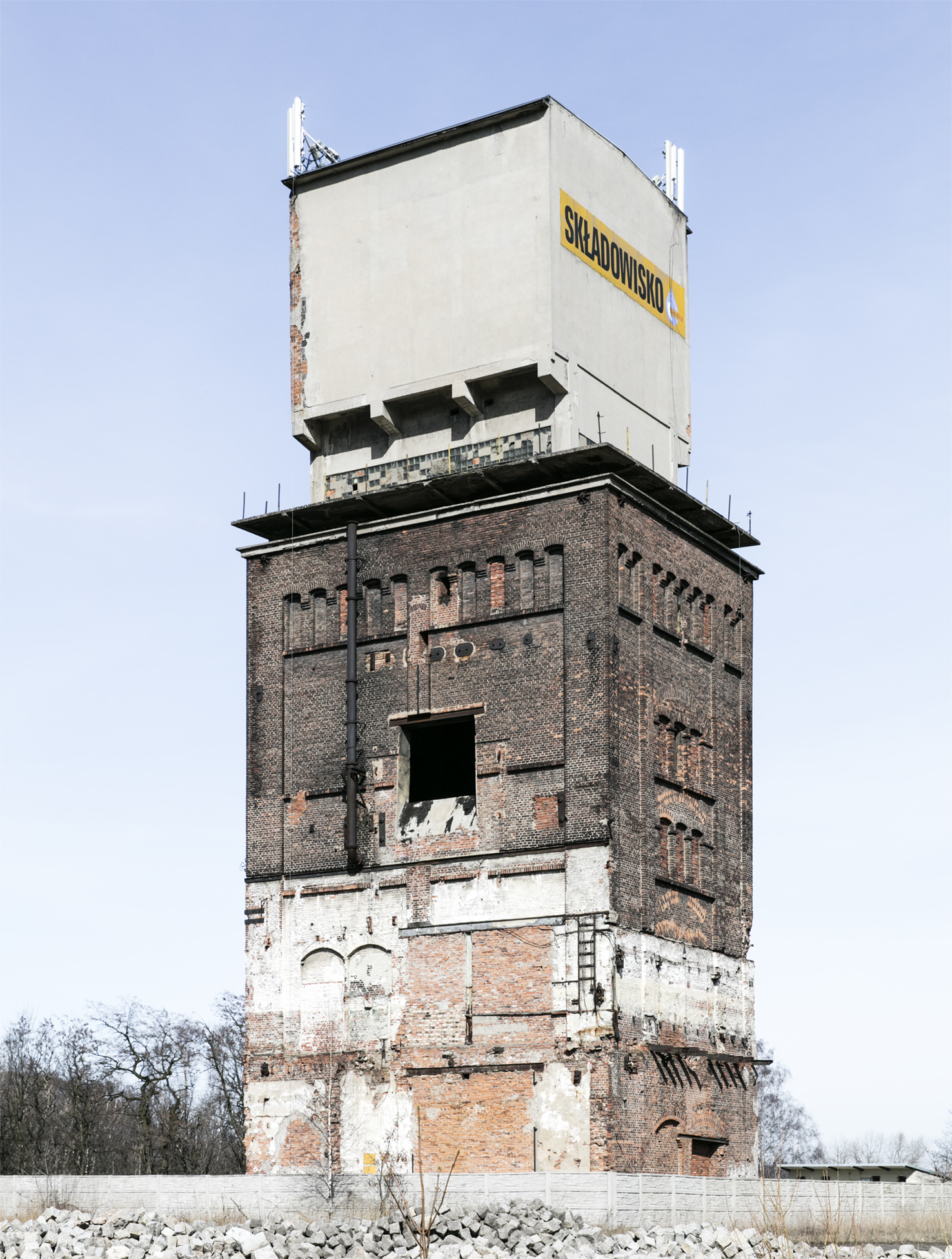
Mieszko Schacht Staszic

Spätestens 1952 wurde über dem westlichen Schacht ein zweites Fördergerüst in Stahlkastenkonstruktion errichtet, um eine Doppelförderung zu ermöglichen. Das alte und neue Gerüst wurden jedoch winklig zueinander angeordnet und miteinander verbunden, vermutlich, um so weiterhin die Förderung über den Ostschacht zu gewährleisten. Dadurch ist ein Ensemble aus drei Schachtgerüsten entstanden, das bis heute landschaftsprägend ist.

### Melchior/von Kulmiz/Mieszko
Am 24. Oktober 1840 wurde im Ortsteil Dittersbach/Podgorze von Waldenburg das Bergwerk Melchior (Lage) gemutet und vier Jahre später in Betrieb genommen. 1872 kam es in den Besitz der Familie von Kulmiz und wurde am 5. Januar 1860 durch das Steinkohlenfeld "Präsident" vergrößert. Als 1909 unter der Regie dieser Familie (ab 1896 C. Kulmiz GmbH) noch die Zeche "Neue consol. Ernestine" hinzukam, wurde das Bergwerk in von Kulmiz umbenannt. Über eine Berechtsame von 9,45 km² verfügend, waren 1912 im Tiefbau die vier Flöze "Bismarck" (drei m mächtig), "Karl", "Paul" und "Moltke" mit einer Gesamtmächtigkeit von 10 m aufgeschlossen. Das Bergwerk verfügte zu diesem Zeitpunkt nur über zwei Schächte. Der 1866 abgeteufte Förderschacht, der anfangs den Namen "Tiefbau" und später den Namen "Staszic" trug, hatte einen Malakowturm mit einer Wandstärke von 1,3 m und einer Höhe von 40 m. Er besaß 1912 eine Teufe von 420 m. Ein etwas weiter östlich liegender Wetterschacht (292 m Teufe) trug ebenfalls einen Malakowturm (Lage), der jedoch wesentlich kleiner dimensioniert war. Zusätzlich wurde 1889 südwestlich des Tiefbauschachtes der Schacht "Eugen" (Lage) in der Nähe des Bahnhofs Dittersbach abgeteuft. Er diente anfänglich als ausziehender Wetterschacht sowie dem Materialtransport und der Seilfahrt für das südlich gelegene Feld "Ernestine".
Im Jahr 1928 wurde das Bergwerk zusammen mit den anderen aus dem Besitz der C. Kulmiz GmbH stammenden Gruben in die "Niederschlesischen Bergbau AG Waldenburg" (NIBAG) eingebracht, aber im Gegensatz zu den Gruben Segen Gottes und consol. Caesar nicht mit Glückhilf-Friedenshoffnung vereinigt. Um 1933 wurde der "Tiefbauschacht" auf 710 m tiefer geteuft und ihm ein runder Querschnitt mit sechs m Durchmesser gegeben. Zugleich wurde in den Malakowturm ein stählernes Gerüst für eine Doppelförderung eingezogen.
Schacht "Eugen" war Anfang des 20. Jahrhunderts neben dem "Tiefbauschacht" Förderschacht der Grube Melchior, seit den 1930er-Jahren jedoch nur noch Wetterschacht.

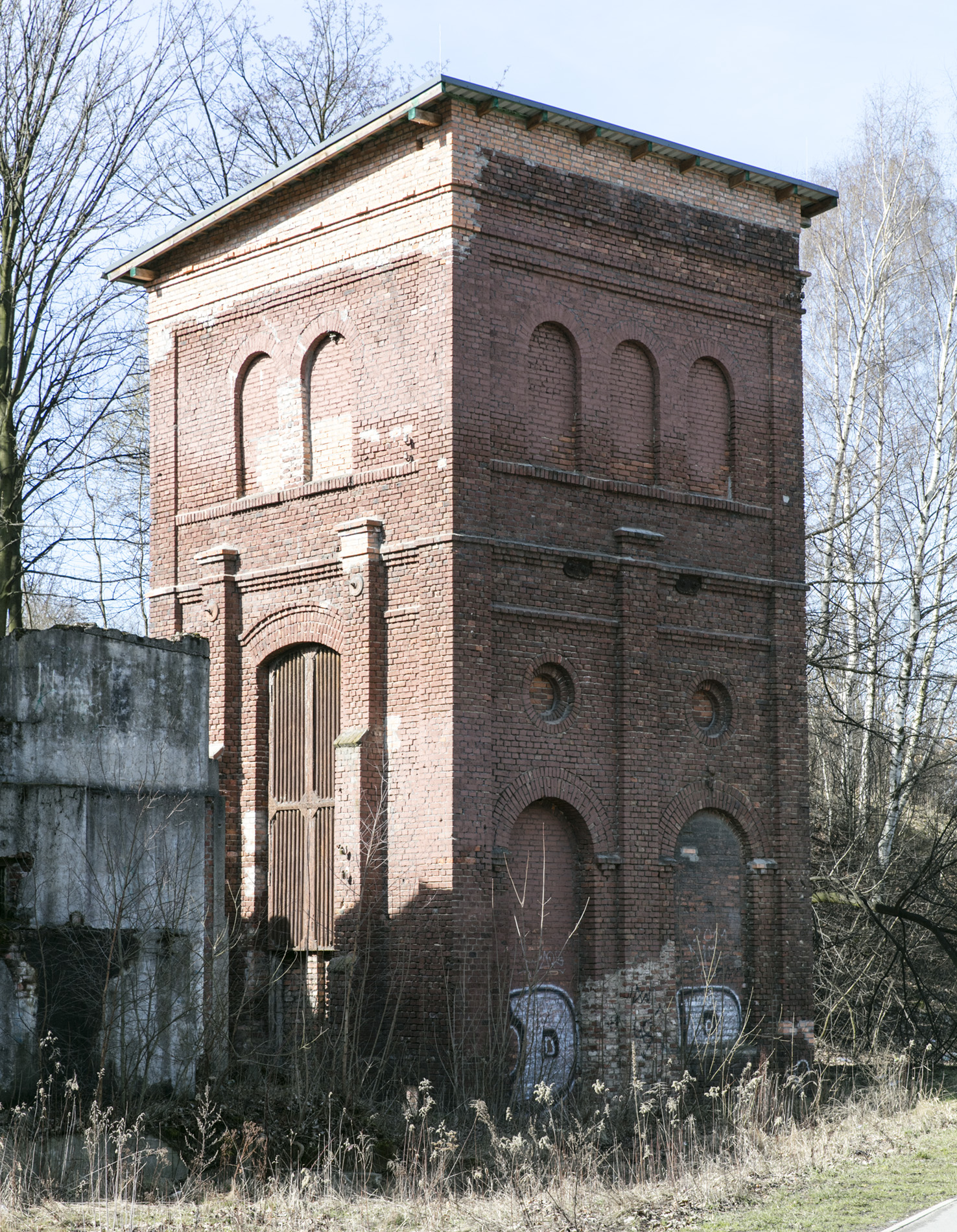
Wetterschacht Powietrzny – Malakowturm ohne stählernes Gerüst

Melchior/Mieszko besaß – wie Bolesław Chrobry auch – zahlreiche Nebenanlagen. So verfügte das Bergwerk 1912 neben einer Kohlenwäsche und einer Brikettfabrik auch über vier Koksbatterien mit jeweils 30 Öfen und produzierte im genannten Jahr 101.700 t Koks. Die Gewinnung von Nebenprodukten wie Benzol und raffiniertem Teer wurde durch die Silesia AG, dem Verein chemischer Fabriken in Laasan bei Saarau, betrieben. Sie verfügte lange Zeit über viele erhaltenswürdige Gebäude aus dem 19. Jahrhundert, die jedoch alle in den 1960er- und 70er Jahren zerstört worden sind. Nachdem sich um 1980 herausstellte, dass eine Erweiterung und Modernisierung der Kokerei unrentabel war, wurde die Anlage 1989 stillgelegt.
Die Lage der Schächte ist gut zu sehen auf der Karte von Dittersbach.

### Wałbrzych
Im Jahr 1960 erfolgte der Durchschlag zwischen Bolesław Chrobry und Mieszko auf der +100-m-Sohle und schuf damit die Voraussetzungen für eine Zusammenlegung beider Bergwerke. Diese erfolgte am 1. April 1964. In diesem Zusammenhang wurden die Verwaltungen beider Bergwerke zusammengelegt und die Förderung auf Mieszko eingestellt. Die Kohle kam jetzt ausschließlich auf Bolesław Chrobry zu Tage. Um jedoch eine effektive Bewetterung des ehemals kulmizschen Feldesteils zu erreichen, wurde Schacht "Staszic" umgebaut. Der alte Malakowturm erhielt einen Betonaufsatz, in dem eine Absaugvorrichtung für die Bewetterung des Bergwerks untergebracht war. Zuvor war der Backsteinturm mit einem Stahlbetongerüst inwendig verstärkt worden. Auch Schacht "Eugen" diente weiterhin der Bewetterung von drei Sohlen: Der 412 m- (+ 94 m), der 507 m- (−1,0 m.) und der 607-m-Sohle (−101,0 m). Die Teufe betrug 711 m, der Schachtdurchmesser 6 m. Wetterschächte des Bergwerks waren weiterhin "Mathylda" und Schacht "Powietrzny" mit Malakowturm an der ul. Świdnicka.
Die letzte Förderung auf dem Bergwerk erfolgte im Jahr 1994.

## Gegenwart
Nach der Schließung des Bergwerks Wałbrzych wurde "Staszic" 1992/93 verfüllt. Schacht "Eugen/Eugeniusz" war 1993 noch offen und wurde erst acht Jahre später aufgegeben. 2001 erfolgte der Abriss aller Tagesanlagen von Mieszko, bis auf den Malakowturm. Mit Ausnahme der Fördergerüste über den Schächten "Bolesław Chrobry I/II", "Staszic" und "Powietrzny" und einzelner Zechengebäude, die oft von Kleingewerben nachgenutzt werden, hat sich von den alten Bergwerken nichts erhalten. Auf dem vollständig leergeräumten Gelände der "Hans-Heinrich Schachtanlage" errichtete die Stadt Wałbrzych vor wenigen Jahren das Einkaufszentrum Victoria.

## Förderzahlen
Fürstensteiner Gruben/Bolesław Chrobry 1912: 1,20 Mio t; 1937: 1,37 Mio t; 1963: 655.109 t
Melchior/von Kulmiz/Mieszko 1858: 5.000 t; 1912: 388.999 t; 1937: 483.450 t; 1963: 423.553 t
Bolesław Chrobry/Wałbrzych 1970: 1,21 Mio. t; 1979: 1,27 Mio. t